# William Steinberg
William Hans Wilhelm Steinberg (ur. 1 sierpnia 1899 w Kolonii, zm. 16 maja 1978 w Nowym Jorku) – amerykański dyrygent żydowsko-niemieckiego pochodzenia.

## Życiorys
W młodości uczył się gry na fortepianie i skrzypcach oraz elementów kompozycji . Studiował dyrygenturę u Hermanna Abendrotha w Konserwatorium w Kolonii. Był głównym dyrygentem opery w Kolonii (1924), w Pradze (1925) oraz dyrektorem muzycznym opery we Frankfurcie (1929–1933) . Po dojściu Hitlera do władzy został zmuszony do rezygnacji ze stanowiska w operze. Jego aktywność zawodowa została ograniczona do prowadzenia koncertów Jüdischer Kulturbund we Frankfurcie i Berlinie. W 1936 wyemigrował z Niemiec .
W 1936 wspólnie z Bronisławem Hubermanem  założył Palestine Orchestra (późniejszą Israel Philharmonic Orchestra) i został jej głównym dyrygentem . W 1938, na zaproszenie Artura Toscaniniego  wyjechał do Stanów Zjednoczonych, gdzie pełnił funkcję dyrygenta gościnnego wielu amerykańskich orkiestr, m.in. NBC Symphonic Orchestra w Nowym Jorku (1938–1941) i San Francisco Opera (1944–1948) .
Był dyrektorem muzycznym Buffalo Philharmonic Orchestra (1945–1953) i Pittsburgh Symphony Orchestra (1952–1976). W tym samym czasie pełnił jeszcze kilka innych funkcji: był dyrektorem muzycznym London Philharmonic Orchestra (1958–1960), pierwszym dyrygentem gościnnym Filharmonii Nowojorskiej (1966–1968) i dyrektorem muzycznym Bostońskiej Orkiestry Symfonicznej (1969–1972) .
W latach 70. z powodów zdrowotnych zmuszony był ograniczyć swoją aktywność zawodową i zaprzestał dyrygentury . Zmarł w 1978. Posiada swoją gwiazdę na Hollywoodzkiej Alei Gwiazd.